# António Folha
António Folha, de son nom complet António José dos Santos Folha, né le 21 mai 1971 à Vila Nova de Gaia, est un entraîneur de football portugais. Ancien joueur, il a évolué la plupart du temps comme ailier gauche.
Il est le père de Bernardo Folha.

## Carrière
António Folha a principalement joué pour le FC Porto, mais aussi, en Belgique au Standard de Liège et en Grèce à l'AEK Athènes notamment. Avec Porto, il a souvent été utilisé comme un remplaçant de luxe après avoir été prêté au Gil Vicente FC et au SC Braga au début de sa carrière professionnelle.
En 2003-2004, António Folha a finalement été libéré par le FC Porto et a rejoint le FC Penafiel, il prit sa retraite en 2005, et il y fut entraîneur adjoint pendant deux saisons.
En 2008, António Folha est retourné à Porto une fois de plus, où il a été nommé entraîneur adjoint de l'équipe junior.
Avec le Portugal, António Folha a été sélectionné à 26 reprises de 1993 à 1996, il a fait partie de l'équipe à l'Euro 96. Auparavant, en 1989, il a également fait partie de l'équipe du Portugal des moins de 20 ans qui a gagné la Coupe du monde des moins de 20 ans, en Arabie saoudite.

## Palmarès
- FC Porto :
  - Vainqueur du Championnat du Portugal : 1991–92, 1994–95, 1995–96, 1996–97, 1997–98, 1998–99, 2002–03.
  - Vainqueur de la Coupe du Portugal : 1993–94, 1997–98, 1999–2000, 2000–01, 2002–03.
  - Vainqueur de la Supercoupe du Portugal : 1991, 1993, 1994, 1996, 1998, 1999.

- Standard de Liège :
  - Finaliste de la Coupe de Belgique : 1998-99.

- AEK Athènes :
  - Vainqueur de la Coupe de Grèce : 2001–02.

- Portugal :
  - Vainqueur de la Coupe du monde U-20 : 1989.